# Winrich Kolbe
Pour les articles homonymes, voir Kolbe.
Winrich Kolbe, né le 9 août 1940 et mort en septembre 2012, est un réalisateur américain.

## Biographie
Winrich Kolbe est né en Allemagne et, après avoir émigré aux États-Unis, a commencé sa carrière à la télévision dans les années 1970. Il est surtout connu pour avoir réalisé 48 épisodes des différentes séries télévisées dérivées de l'univers Star Trek et il a remporté le prix Hugo 1995 du meilleur film ou épisode de série télévisée pour l'épisode Toutes les bonnes choses... de Star Trek : La Nouvelle Génération. Il a mis fin à sa carrière de réalisateur en 2003 et a enseigné jusqu'en 2007 au Savannah College of Art and Design avant de prendre sa retraite pour raisons de santé.

## Filmographie

### Cinéma
- 1982 : Les Aventuriers du temps
- 2001 : Ice Planet (en)

### Télévision
- 1979 : Galactica (série télévisée, saison 1 épisode 18)
- 1981 : Magnum (série télévisée, 5 épisodes)
- 1982 : L'Homme qui tombe à pic (série télévisée, saison 1 épisode 16)
- 1982 : Chips (série télévisée, saison 6 épisodes 3 et 9)
- 1983-1985 : Les deux font la paire (série télévisée, 6 épisodes)
- 1983-1986 : K 2000 (série télévisée, 11 épisodes)
- 1984-1985 : Hooker (série télévisée, 3 épisodes)
- 1987-1988 : Spenser (série télévisée, 13 épisodes)
- 1988-1994 : Star Trek : La Nouvelle Génération (série télévisée, 16 épisodes)
- 1988-1995 : Dans la chaleur de la nuit (série télévisée, 13 épisodes)
- 1989-1991 : Rick Hunter (série télévisée, 9 épisodes)
- 1993-1999 : Star Trek: Deep Space Nine (série télévisée, 13 épisodes)
- 1995 : Loïs et Clark : Les Nouvelles Aventures de Superman (série télévisée, saison 3 épisodes 4 et 14)
- 1995-2000 : Star Trek: Voyager (série télévisée, 18 épisodes)
- 1996 : Space 2063 (série télévisée, saison 1 épisodes 12 et 17)
- 1996-1997 : Millennium (série télévisée, 4 épisodes)
- 1998 : JAG (série télévisée, saison 3 épisode 13)
- 2000 : Angel (série télévisée, saison 1 épisode 11 : Rêves prémonitoires)
- 2001 : 24 heures chrono (série télévisée, saison 1 épisodes 4 et 5)
- 2002 : Star Trek: Enterprise (série télévisée, saison 1 épisode 12)